# اچیل سوند
اچیل سوند (به انگلیسی: Achill Sound) در ایرلند است که در شهرستان مایو واقع شده‌است.

## خصوصیات
اچیل سوند ۲۵۵ نفر جمعیت دارد و ۰ متر بالاتر از سطح دریا واقع شده‌است.